# Barthout van Assendelft (jurist)
Barthout van Assendelft (geboren omstreeks 1440 - overleden nà 1502) was een Nederlandse raadpensionaris.
Barthout van Assendelft studeerde aan de universiteit van Leuven (1453) en aan de Universiteit van Parijs (1455-1456). Hij promoveerde in 1462 tot doctor in de rechten aan de Universiteit van Ferrara (Italië). Hij was stadsadvocaat van Leiden (1468-1477). Van 1480 tot 1489 en van 1494 tot 1497 was hij landsadvocaat (raadpensionaris) van de Staten van Holland. Op 16 maart 1489 werd hij procureur-generaal bij het Hof van Holland, Zeeland en West-Friesland. 
De afkomst van Barthout van Assendelft is onduidelijk. Mogelijk is hij verwant aan Barthout van Assendelft Willemsz, heer van Vlieland en Veenhuizen, hofmeester van Filips de Goede en schepen van Haarlem, die gehuwd was met Yde van Swieten.

## Wapen
Het wapen van de familie Van Assendelft: in rood een stappend zilveren paard